# Parafia Podwyższenia Krzyża Świętego w Sulechowie
Parafia Podwyższenia Krzyża Świętego w Sulechowie – jedna z dwóch rzymskokatolickich parafii w mieście Sulechów, należąca do dekanatu Sulechów diecezji zielonogórsko-gorzowskiej, metropolii szczecińsko-kamieńskiej w Polsce, erygowana 31 marca 1864. Mieści się przy placu Kościelnym.